# Бескид, Николай Андреевич
Никола́й Андре́евич Бески́д (29 июня 1883, с. Легнава, Австрийская империя (ныне Прешовский край, Словакия) — 10 декабря 1947, Кошице) — русинский и словацкий историк и литературовед, журналист, политический деятель, униатский священник. Доктор философии.

## Биография
По национальности русин. Родился в семье сельского священника пряшевской епархии. В 1900 году окончил гимназию в Прешове. Затем факультет теологии Будапештского университета. В 1907 был рукоположен.
В 1920 году начал выпускать в Прешове газету «Голос Русской нации», участвовал в создании Русского народного совета и активно работал в Союзе Александра Духновича в Ужгороде, где был председателем издательской секции. Резко критиковал чехословацкое правительство за невыполнение обещаний об автономном статусе Подкарпатской Руси.
Принадлежал к галицкому русофильскому движению. Автор исторических работ «Карпатская Русь», «Карпаторусская древность», «Карпаторусская правда с семью картами», «Історія Пряшевской ґреко-католической епархії»; писал о Духновиче (Духновичъ и его поэзия), Попрадове (Поэзия Попрадова). Написал ряд произведений из жизни русинов.

## Избранные публикации
- 1920 — Карпатская Русь
- 1928 — Карпаторусская древность
- 1928 — Поэзія Попрадова
- 1929 — Ю. И. Ставровский-Попрадов
- 1930 — А. В. Духнович и его поэзия
- 1930 — Т. Г. Масарик
- 1933 — Карпаторусская правда
- 1934 — Духновичи
- Кирилица и глаголица